# Национальная христианская социальная партия
Национа́льная христиа́нская социа́льная па́ртия (фр. Parti National Social Chrétien) — политическая партия в Канаде, придерживающаяся нацистской идеологии. Основана в феврале 1934 года Адриеном Арканом. Партия поддерживала антисемитизм и политику лидера нацистской Германии Адольфа Гитлера.
Партия получила прозвище «Blue Shirts» и боролась против иммигрантов, канадских меньшинств и левых партий. 

## История
Партия была основана канадским журналистом и фашистом Адриеном Арканом в феврале 1934 года, он был поклонником Адольфа Гитлера и по аналогии с ним называл себя «канадским Фюрером».
В октябре 1934 года партия объединилась с Националистической партии Канады которая находилась в канадских Прериях. К середине 1930- годов туда входило несколько тысяч членов, в основном они располагались в Квебеке, Британской Колумбии и Альберте.
В июне 1938 года она объединилась с рядом нацистских партий и сообществ из Онтарио и Квебека. Многие из них сформировали Партию национального единства на съезде в Кингстоне (Онтарио). Во время напряженных англо-французско-канадских отношений, Аркан пытался создать панканадское националистическое движения, на базе немецкой НСДАП. В поддержку движения, сторонники Аркана провели митинг в театре Мэсси-Холл. В ответ антифашистская Канадская лига за Мир и Демократию провела ответный митинг в Мейпл Лиф-гарденс.
30 мая 1940 года партия была запрещена в соответствии правилами защиты Канады, многие сторонники Аркана были арестованы и содержались в тюремном заключении.
В 1949 году Аркан баллотировался на Канадские федеральные выборы в избирательном округе Ришелье—Вершер от Партии национального единства. Он получил 5,590 голосов избирателей (29,1% от общего количества). 14 ноября 1956 года партия провела последнее публичное выступление на митинге в арене Поль Сове.

## См.также
- Адриен Аркан
- Фашизм в Канаде